# Testament Adams
Das Testament Adams ist ein christliches pseudepigraphisches Werk, das uns in Syrisch und Arabisch überliefert ist. Das älteste erhaltene Manuskript stammt aus dem sechsten Jahrhundert, aber der Text selbst stammt aus dem vierten Jahrhundert und wurde wahrscheinlich in Edessa verfasst. Der Text beansprucht, die letzten Worte Adams an seinen Sohn Set wiederzugeben, in denen er eine Art kosmisches Stundengebet beschreibt, das Kommen des Messias und der Sintflut voraussagt und die Hierarchie der Engel erläutert.
Andere Darstellungen der letzten Worte Adams finden sich in der Apokalypse des Adam, in Das Leben Adams und Evas (Moses-Apokalypse) und in Der Kampf Adams. 